# 월수군
월수군, 혹 월서군(越巂郡, 越嶲郡)은 전한에서 설치한 중국의 옛 군이다.

## 유래
군명에 들어가는 수(巂)는 사기와 한서 서남이열전에서 거론되는 남이 종족 중 하나로, 곤명(昆明)과 함께 북으로 엽유(葉楡), 서로 동사(桐師)에 이르기까지 산다. 한편 《한서》 지리지의 응소 주석과 《후한서》 서남이열전에서는 수수(巂水)를 넘어간[越] 지역이므로 월수라 부른다 하나, 한서 서남이열전에서 월을 월(粤)로 바꿔쓴 기록이 있으므로 이를 부정하는 의견도 있다. 《약수주》에서는 월수수(越巂水)를 승수(繩水) 곧 지금의 진사강으로 보나, 진사강과는 별도로 난현, 곧 현재의 웨시 현을 지나는 강을 월수수로 보기도 한다.

## 전한
무제 원정 6년(기원전 111년)에 서남이를 개척하면서 서남이 종족 중 공도(邛都)와 작도(莋都)의 거주 지역에 설치됐다. 이해 남월을 치기 위해 한나라에서 남이의 군대를 징발하자 반란이 일어났다. 무제는 남월을 치기 위해 징발한 군대로 반란을 진압하고 서남이의 항복을 받았으며 공군(邛郡)과 작후(莋侯)를 죽였다. 공도는 월수군의 치소가 됐고, 작도에는 침려군(후의 한가군)을 설치했으나 월수군에 작진현 등 작도에서 유래한 현들이 여럿 있다.
익주에 속하였으며, 원시 2년(2년)의 인구조사에 따르면 호구 61,208호, 인구 408,405명이었다. 아래의 속현 목록은 《한서》지리지의 내용이다. 원연·수화 연간(기원전 8년 무렵)의 현황으로 여겨지며, 총 15현(14현 1도)이다.
| 이름   | 한자   | 대략적 위치                        | 비고 |
| ------ | ------ | ---------------------------------- | --- |
| 공도현 | 邛都縣 | 량산이족자치주 시창시 동           | 남산에서 구리가 나온다. 공지택(邛池澤)이 있다. |
| 수구현 | 遂久縣 | 리장시 위룽나시족자치현 북부?      | 승수(繩水)가 요외에서 나와서 동으로 북도에 이르러 강수로 들어간다. 세 군(월수·촉·건위)을 지나 (수)천 사백리를 간다. |
| 영관도 | 靈關道 | 러산시 어볜이족자치현 남부?        | |
| 대등현 | 臺登縣 | 량산이족자치주 몐닝현              | 손수(孫水)가 남으로 회무(會武)에 이르러 약수(若水)로 들어간다. |
| 정작현 | 定莋縣 | 량산이족자치주 옌위안현            | 소금이 난다. 보북택(步北澤)이 남쪽에 있다. 도위가 다스린다. |
| 회무현 | 會無縣 | 량산이족자치주 후이리현            | 동산에서 벽(碧)이 난다. |
| 작진현 | 莋秦縣 | ?                                  | |
| 대작현 | 大莋縣 | 판즈화시 교외                      | |
| 고복현 | 姑復縣 | 리장시 융성현 북부?                | 임지택(臨池澤){오늘날의 정하이(程海) 호}가 남쪽에 있다. |
| 삼강현 | 三絳縣 | 추슝이족자치주 위안머우현 북       | |
| 소시현 | 蘇示縣 | 시창시 북                          | 이강(夷江)이 있다. |
| 난현   | 闌縣   | 량산이족자치주 웨시현 북           | |
| 반산현 | 卑山縣 | 량산이족자치주 다이량 산 남쪽 기슭 | |
| 잠가현 | 灊街縣 | 량산이족자치주 레이보현 경계       | |
| 청령현 | 靑蛉縣 | 추슝이족자치주 다야요현            | 임지택(臨池澤)이 북쪽에 있다. 복수(僕水)가 요외에서 나와 남동으로 내유(來惟)에 이르러 노(勞)로 들어가니, 두 군을 지나 1810리를 간다. 우동산(禺同山)이 있어 금마(金馬)와 벽계(碧鷄)가 난다. 청령수(靑蛉水)가 서쪽에서 나와서 동으로 강수로 들어간다. |

## 신
이름을 집수(集巂)로 고쳤다.